# الدعارة في كوريا الشمالية
الدعارة في كوريا الشمالية غير قانونية وغير مرئية للزوار. يُزعم أن جماعة من النساء تسمى كيبومجو قدمت ترفيهًا جنسيًا لكبار المسؤولين حتى عام 2011. وفي الوقت نفسه، تنخرط بعض النساء الكوريات الشماليات اللائي يهاجرن إلى الصين في الدعارة.

## روابط خارجية
- استغلال الأطفال ليس جديدا على المنطقة المنكوبة
- الدعارة غير القانونية التي تحدث في صالات التدليك والحمامات